# Somogyi-Soma László
Somogyi-Soma László (Mosdós, 1927. november 6. – Budapest, 2004. január 28.) magyar festőművész és szobrász.

## Életpályája
Gimnáziumi tanulmányait Kaposváron végezte, majd a Műegyetemen szerzett diplomát, diplomamunkája egy éjszakai vadászrepülőgép terve volt. Tevékenységét azonban ipari háttér hiányában nem, illetve csak korlátozottan folytathatta, a KOGÉPTERV légtechnikai mérnöke volt. A művészet iránti érzett erős vonzalma érdeklődését a festészet felé terelte, 1957-1961 között Mészáros Mihály és Pór Bertalan szabadiskolai növendékeként művészeti tanulmányokat folytatott. Vonzotta az ikonfestészet, ezért bulgáriai és oroszországi múzeumokban, templomokban ezt tanulmányozta. A vallási, filozófiai témák mindvégig figyelme középpontjában álltak. Polihisztor alkat volt, a festészeten kívül kisplasztikákat, érmeket és szobrokat is készített, mechanikus szerkezetű órákat gyűjtött, restaurált, bútorokat faragott. A Belvárosi Művészek Társaságának tagjaként haláláig a pesti belvárosban, a Gerlóczy utca 11. számú ház legfelső emeletén lévő műteremlakásban élt és alkotott.

## Művészete
Művészi gondolkodását tiszta és konstruktív látásmód és erős intuitív képesség párhuzama jellemezte. Ikonikus képeinek és kisplasztikáinak hangvétele kivételesen egyéni, jól felismerhető és beazonosítható. Nehezen sorolható stíluskategóriákhoz, érzéseit, felismeréseit őszinte és spontán invencióval festette meg. Szimbolikus, gyakran szürreális képei emberi sorsokat, az emberiség huszadik századi konfliktusait megjelenítő művek. A kilencvenes évektől életműve számos egyházművészeti alkotással gazdagodott. Ezek közül legfontosabbak a Szent János apostol és evangelista tiszteletére szentelt kazincbarcikai  görögkatolikus templom kupolájában lévő Pantokrátor (1995), a soproni Szent Imre római katolikus templomba készített oltárkép (1997) és a fehérgyarmati Szentháromság görögkatolikus templom Pantokrátora, valamint betegsége miatt be nem fejezett ikonfala (1999). Utóbbi Szentháromság alapképe talán a legkiemelkedőbb festészeti alkotása. Szobrászati, kisplasztikai művei is számosak és jelentősek, közülük mindenképpen ki kell emelni a budapesti Magyar Szentek Temploma szentélyének körtefa korpuszát (2000). Utolsó, halála miatt befejezetlen képei (2004) Mihály és Gábor főangyalokat ábrázolják, a főoltár retablójának két oldalán állnak a Szent Flórián görögkatolikus templomban, Budapesten a Fő utcában. 
2007-ben, születésének 80. évfordulóján emlékkiállítást rendeztek számára a budapesti Körmendi Galériában. A kiállítás katalógusában Kenessei András művészettörténész Somogyi-Soma művészetének jellemző vonásait így összegzi: "Merengő-filozófikus festő, aki önarcképet fest, de nem azért, mert ez a legolcsóbb modell, hanem mert az ő arca a mi arcunk, sérülései a mi sebeink, fájdalma és öröme a mi életünk. Nem ő csinálja az eseményeket, de van véleménye róluk, nem ő írja a történelmet, csak széljegyzeteket fűz hozzá, de néha a glosszák fontosabbak, mint a királyi kinyilatkoztatások. Az a hűvös, távolságtartó megfogalmazás, ahogy történelmi és társadalmi széljegyzeteit előadja, nem mentes a maliciózus iróniától (és öniróniától!), amelynek Magyarországon sohasem volt ünneplő közönsége, hivatalos elismertsége, nagy visszhangja. Miért is lett volna, hiszen nem szeretünk tükörbe nézni, amikor a tükör a kócos, gyűrött, borostás, örökké kialvatlan arcunkat mutatja, holott mi csinosak, jólfésültek, ragyogó szeműek vagyunk. Vagy tévednénk?"

## Díjai, elismerései
Somogyi-Soma László korának kivételesen egyéni módon gondolkodó, erős etikai érzékkel megáldott, termékeny és aktív kiállító művésze volt itthon és külföldön egyaránt. Mintegy háromezer művet alkotott, alkotásai a gyűjtők és művészetkedvelők körében keresettek, ehhez képest életében méltánytalanul kevés szakmai elismerést kapott: Felszabadulási Kulturális Szemle festészeti díja (1960),  
I. Kaposvári Tavaszi Tárlat díja (1967), Szocialista Kultúráért kitüntetés (1986) és a Kortárs festészeti Tárlat díja (1993). 

## Róla szóló publikációk
- D. FEHÉR ZS.: Somogyi-Soma László, Művészet, 1965/8.
- EGRI M.: Műteremlátogatás Somogyi-Soma Lászlónál, Művészet, 1968/8.
- TÓTH E.: Somogyi-Soma László műtermében, Műgyűjtő, 1975/2.
- EGRI M.: Somogyi-Soma László képei, Új Tükör, 1978. április 23.
- BALÁZS M.: (katalógus bevezető, Mednyánszky Terem, Budapest, 1980)
- POGÁNY Ö. G.: (katalógus bevezető, Mednyánszky Terem, Budapest, 1987)
- SOÓS K.: Somogyi-Soma László festőművész pályája, Kláris, 1997/6.
- NAGY I.: Somogyi-Soma László, Petőfi Rádió, 1980. március 18. (riport)
- Vasárnap délután: Somogyi-Soma László műtermében, MTV, 1982 (riport)
- TURDA A.: Somogyi-Soma László műtermében, TV1, 1999. (riport)

## Egyéni kiállításai
- 1960 • I. ker. Hazafias Népfront, Budapest
- 1965 • Fényes Adolf Terem, Budapest
- 1967 • Építők Műszaki Klubja • Szinyei Terem • Könyvklub
- 1972 • Fészek Klub, Budapest • Medgyessy Terem, Debrecen
- 1975 • Képcsarnok Kiállítóterem, Pécs
- 1978 • Aba Novák Terem, Szolnok
- 1980 • Mednyánszky Terem, Budapest (kat.) • Iskola Galéria, Budapest
- 1981 • Kiállítóterem, Győr
- 1982 • Dési Huber Terem (kat.), Veszprém
- 1985 • Mednyánszky Terem, Budapest
- 1986 • Rudnay Terem, Eger
- 1987 • Kisfaludi Strobl Terem, Zalaegerszeg • Mednyánszky Terem, Budapest (kat.)
- 1988 • Mészöly G. Terem, Székesfehérvár
- 1997 • Építő művészet [Török Ferenccel, Balázs Mihállyal, Csíkszentmihályi Róberttel], Vigadó Galéria, Budapest • Építő művészet [Török Ferenccel, Balázs Mihállyal, Csíkszentmihályi Róberttel], Városi Galéria, Nyíregyháza.

## Részvétele csoportos kiállításokon (válogatás)
- 1961 • A Felszabadult Budapest Művészete, Magyar Nemzeti Galéria, Budapest
- 1962, 1965, 1968 • 9., 10., 11. Magyar Képzőművészeti Kiállítás, Műcsarnok, Budapest
- 1962 • Dolgozó emberek között, Ernst Múzeum, Budapest
- 1962 • Építjük, védjük szép hazánkat, Ernst Múzeum, Budapest
- 1963 • Fiatal Művészek Stúdiója, Ernst Múzeum, Budapest
- 1967 • Új magyar festészet, Magyar Nemzeti Galéria, Budapest
- 1969 • II. Kaposvári Tavaszi Tárlat, Rippl-Rónai József Múzeum, Megyei Könyvtár, Kaposvár
- 1978 • Jubileumi Képzőművészeti kiállítás, Műcsarnok, Budapest • Táblaképfestészeti Biennálé, Szeged
- 1989 • Zwölf Künstler aus Ungarn, Heidelberg
- 1990 • East European Contemporary Painters, Tokió
- 1991 • Artistes Contemporains de Hongrie, Sedan, Párizs
- 1992 • ART ’92, Theszaloníki
- 1996 • Történelmünk kortárs festészet tükrében, Szeged
- 1998 • Belvárosi Művészek Társaságának Kiállítása, Nádor Galéria, Budapest

## Művek közgyűjteményekben
- Damjanich János Múzeum, Szolnok
- Múzeum, Nagykanizsa
- Magyar Nemzeti Galéria, Budapest
- Rippl-Rónai Múzeum, Kaposvár
- Tudor Museum, London.